# Bennu (Album)
Bennu ist ein Jazzalbum von Dave Rempis und Avreeayl Ra. Die am 17. Februar 2021 im Veranstaltungsort Constellation in Chicago entstandenen Aufnahmen erschienen am 7. Januar 2022 in limitierter Auflage als Langspielplatte sowie als Download auf Aerophonic Records. Das titelgebende Bennu ist der Name einer ägyptischen Vogelgottheit.

## Hintergrund
Rempis und Ra hatten in den vorangegangenen 15 Jahren häufig zusammengearbeitet, am regelmäßigsten seit 2012 im Trio mit Joshua Abrams, das 2016 mit dem Pianisten Jim Baker zu einem Quartett erweitert wurde. Diese Band legte drei Alben vor, Aphelion (2014), Perihelion (2016) und Apsis (2019). Die gemeinsame Arbeit, die diese beiden Improvisatoren in diesem Zusammenhang geleistet haben, war die Basis für den ersten Duo-Auftritt 2021.
Als dieses Album aufgenommen wurde, hatten sowohl Rempis als auch Ra den ganzen Winter aufgrund des Lockdowns infolge der COVID-19-Pandemie in den Vereinigten Staaten mehrere Monate nicht mit einem anderen Musiker gespielt. Für Ra, mit 74 Jahren, und Rempis, mit 46 Jahren, war dies die längste Unterbrechung, die einer von ihnen hinsichtlich Auftritten mit anderen hatte, seit sie vor Jahrzehnten angefangen hatten, Musik zu machen. Diese Duo-Session wurde in einem Take für einen Online-Stream im Constellation in Chicago aufgenommen.

## Titelliste
- Dave Rempis & Avreeayl Ra: Bennu (Aerophonic Records AR 0033)[1]

1. Persea 11:02
2. Fire and Ash 10:02
3. Divisions of Time 20:58

Die Kompositionen stammen von Dave Rempis und Avreeayl Ra.

## Rezeption

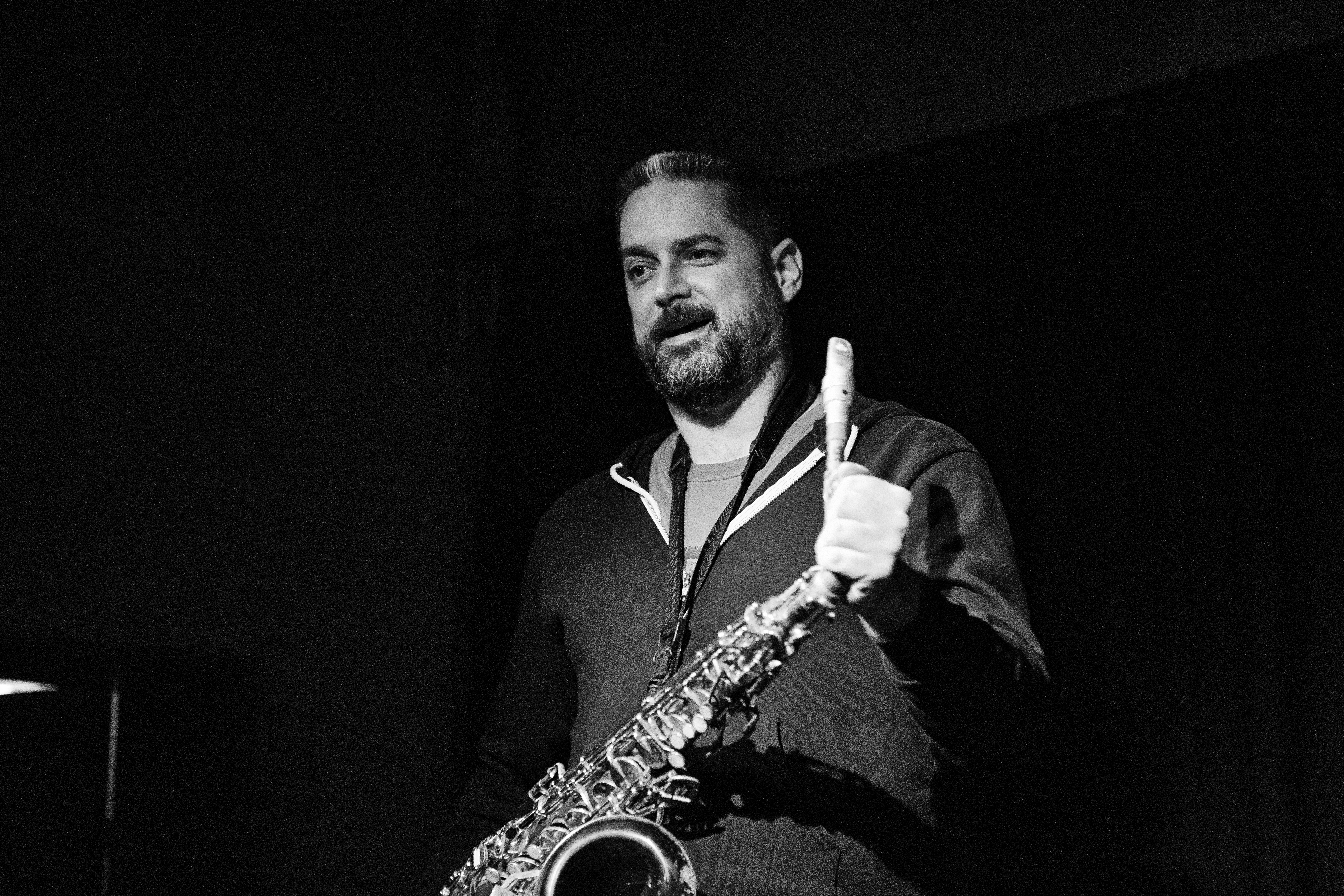
Dave Rempis eine einem Auftritt im Club club W71 in Weikersheim 2021

Nach Ansicht von Bill Meyer, der das Album im Chicago Reader rezensierte, sei Bennu, der Name einer ägyptischen Vogelgottheit, die sich selbst erschaffen und auch dazu beigetragen hat, die Welt zu erschaffen, ein passender Titel für eine komplett improvisierte Performance, insbesondere für eine, die die längste Zeit ohne Gig beendete, die beide in ihrer jeweiligen Karriere überstanden hatten.
Angesichts dessen wäre es zu erwarten gewesen, dass ihr Constellation-Auftritt zu einem Free-Jazz-Ausbruch gerate; stattdessen würden sie, vor einem Publikum aus Videokameras und einem Toningenieur spielend, ihr Schweigen fast behutsam brechen. Das gemeinsame Spiel schaffe ungewöhnlich viel Platz für den Schlagzeuger, was Bennu zu einer unvergleichlichen Gelegenheit mache, die klangliche Vielfalt seines Anschlags zu hören, während Ra sich in eine Reihe von zeremoniell wirkenden Grooves einfügt. Rempis antworte mit langen, sich entfaltenden Linien, die mit seiner üblichen sich kräuselnden Kraft ihren Höhepunkt erreichen, aber er tauche auch in geduldige Ausarbeitungen der Melodien ein, die er aufschlägt, während er sich durch die Patterns des Schlagzeugers windet. Der Saxophonist habe sich noch nie zuvor so intensiv mit den spirituellen und klanglichen Implikationen der Musik beschäftigt, die Ra zuvor in Begleitung von Phil Cohran, Sun Ra und Nicole Mitchell gemacht hat.